# Port lotniczy Kant
Port lotniczy Kant (ICAO: UAFW) – port lotniczy położony w Kancie, w Kirgistanie, w obwodzie czujskim.